# Caspar Stoll
Caspar Stoll (Assia-Kassel, ... – Amsterdam, dicembre 1791) è stato un entomologo e disegnatore olandese.
Conosciuto per la realizzazione della maggior parte delle descrizioni e delle tavole naturalistiche del De Uitlandsche Kapellen, una pubblicazione sulle farfalle originariamente concepita ed iniziata da Pieter Cramer. Fu inoltre autore di alcuni trattati di entomologia su farfalle ed altri insetti, tra i quali è ben noto uno studio su insetti stecco, mantidi e specie correlate pubblicato nel 1787 e tradotto in francese nel 1813 con il nome di Papillons Exotiques des Trois parties du Monde: l'Asie, l'Afrique et l'Amerique.

## Biografia
Caspar Stoll nacque a Kassel ma visse a L'Aia e ad Amsterdam. Nel 1746, lui e suo fratello Georg Daniel vissero L'Aia. Lavorò per conto di un notaio: molte le firme come testimone. La prima moglie fu Maria Sardijn. Si sposò il 18 gennaio 1761, a Scheveningen. Ebbero quattro bambini. Il padrino dei sue fu Guglielmo V di Orange-Nassau e una volta il barone Rengers. Prima del 1769 Stoll si spostò a Amsterdam. La coppia visse presso Haarlemmerdijk vicino Prinsengracht in una casa finita di comprare nel 1778, e vicina a quella di Jan Christiaan Sepp. In Amsterdam, nacquero altri quattro figli. Nel 1772 due figli morirono prematuramente nel giro di pochi mesi.
Dopo la morte della prima moglie nel giugno 1786, si sposò con Anna Elizabeth Kaal, da Hamburg. Si sposarono il 21 ottobre 1791, dopo aver avuto un figlio. Il 22 dicembre 1791, Stoll fece testamento. Dopo la morte avvenuta il 2 gennaio 1792, Stoll fu sepolto a Noorderkerk. Con Anna Elizabeth ebbe un altro figlio, nato dopo la sua morte. Esattamente dopo la morte di Casper, Anna Elizabeth, membro della chiesa Luterana, sposò A.R. van Weylik, borgomastro di Edam (Paesi Bassi).

## De Uitlandsche Kapellen
Stoll venne coinvolto da Pieter Cramer per il De Uitlandsche Kapellen prima del 1774. Prese il lavoro di Cramer dopo la morte avvenuta il 26 settembre 1776. Il primo di quattro volumi fu finito nel 1782 ma Stoll continuò a lavorarci, causa la perdita di informazioni, sul supplemento Aanhangsel del 1791. Stoll scrisse che tutte le farfalle erano presenti nelle colonie olandesi, come il Surinam, Ceylon, Giava, Ambon e Sierra Leone. Il lavoro fu completato "senza perdere di vista della mano possente del Creatore"; in quei secoli era uso sottolineare la religiosità dell'opera per non incorrere in scomuniche.
Lavorò inoltre su gruppi di insetti come cicada, heteroptera e mantidi: Natuurlyke en naar 't leeven naauwkeurig gekleurde afbeeldingen en beschryvingen der spooken etc..
Sul titolo delle opere, Stoll menzionò di essere membro della "Natuuronderzoekend Genoodschap te Halle".